# Registrul Cartea Mare
Cartea mare este un registru contabil obligatoriu în care se înregistrează lunar și sistematic, prin regruparea conturilor, mișcarea și existența tuturor elementelor de activ și de   pasiv, la un moment dat. 
Acesta este un document contabil de sinteză și sistematizare care  conține:
- simbolul contului debitor
- simbolul conturilor creditoare corespondente
- rulajul debitor și creditor
- soldul contului pentru fiecare lună a anului curent

Cartea mare stă la baza întocmirii balanței de verificare.